# Monclassico
Monclassico és un antic municipi italià dins de la província de Trento. L'any 2010 tenia 872 habitants. Limitava amb els municipis de Cles, Croviana, Dimaro i Malè.
L'1 de gener 2016 es va fusionar amb el municipi de Dimaro creant així el nou municipi de Dimaro Folgarida, del qual actualment és una frazione.

## Arquitectura religiosa

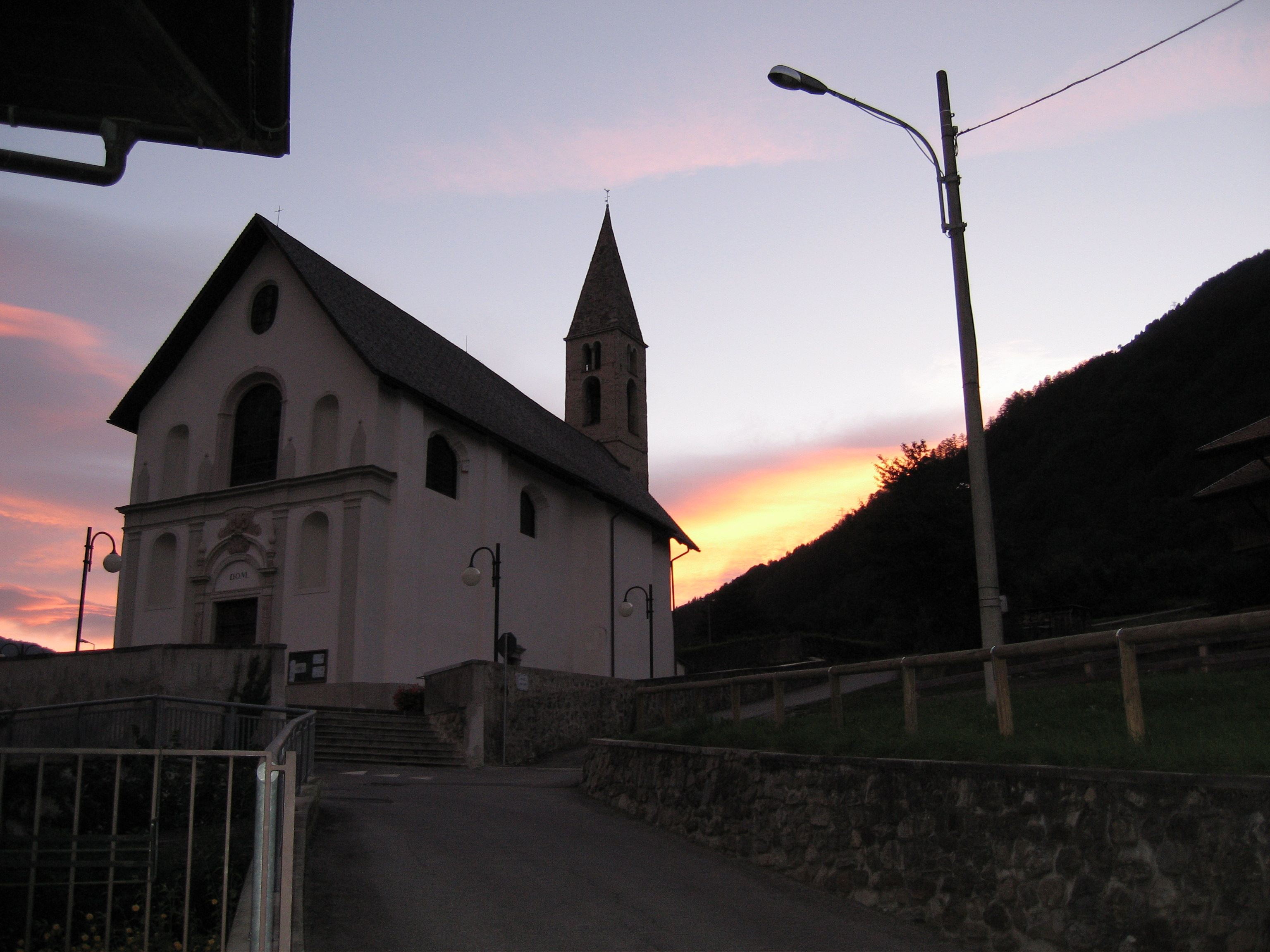
Església de San Vigilio.

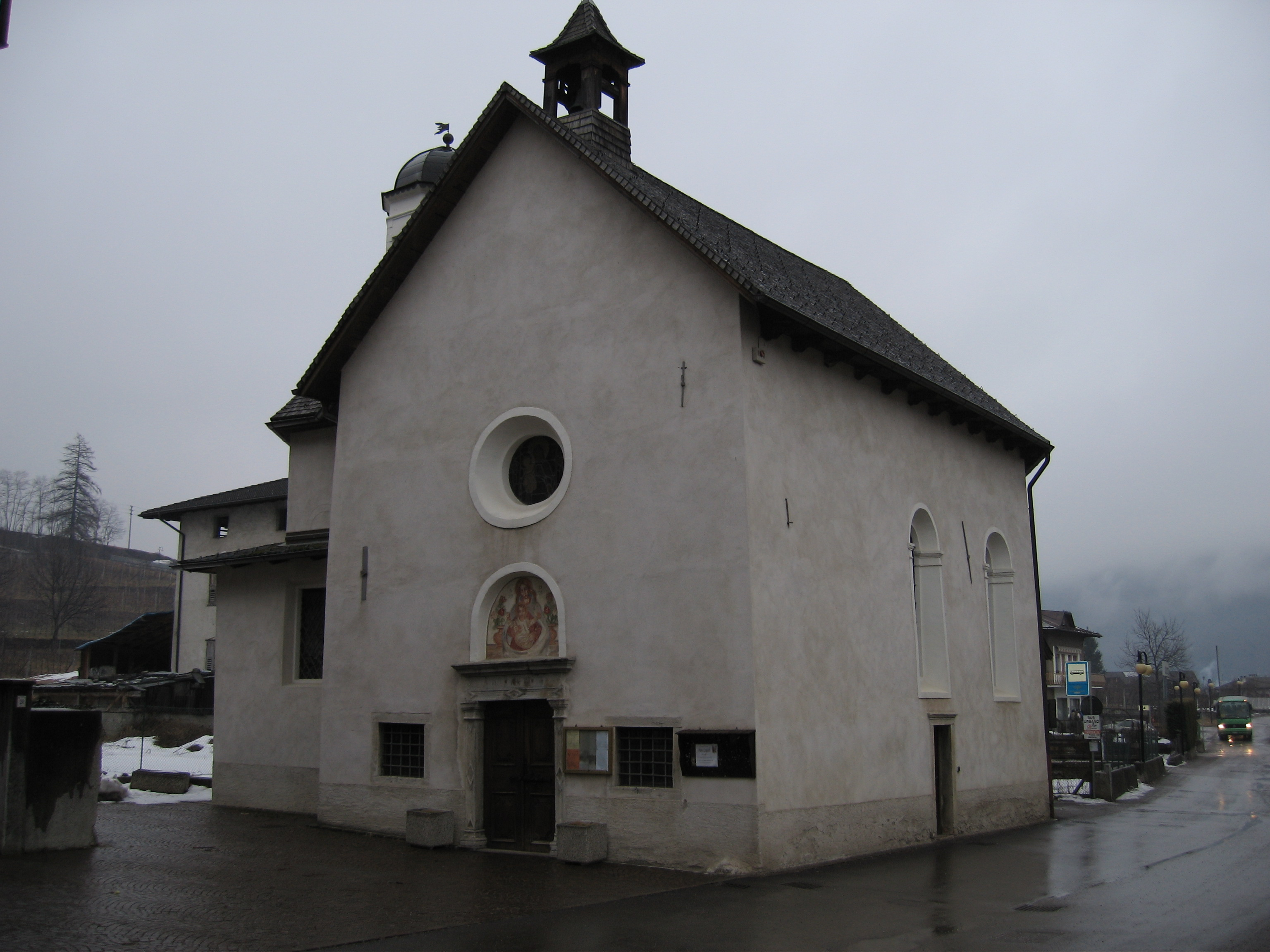
Església dedicada a la Beata Verge Maria del Monte Carmelo a Presson.

## Administració
| Període | Identitat     | Partit        |
| ------- | ------------- | ------------- |
| 2005-   | Carlo Ravelli | Llista cívica |